# Wieczerza w Emaus (obraz Jacopa Bassana)
Wieczerza w Emaus – obraz Jacopa Bassana namalowany ok. 1538 roku.
Jest to jeden z pierwszych obrazów Bassana, w którym widoczne są wpływy Bonifacia Veronesego. Kompozycja obrazu podobna jest do dzieła Pitatiego o tym samym tytule przechowywanym obecnie w mediolańskim Muzeum Brera.
Kompozycja obrazu oparta jest na dwóch kontrastach. W centralnej części znajduje się Chrystus w uroczystej i majestatycznej pozie, błogosławiący pokarm. Obok w bardzo realistyczny sposób Bassano przedstawia oberżystę, a na podłodze postać psa i drażniącego się z nim kota. Dwaj uczniowie pogrążeni są w dyskusji. Podobny układ kompozycyjny, zbyt duża perspektywa stołu i niektóre motywy rodzajowe zostały wykorzystane w późniejszym dziele Bassana pt. Ostatnia wieczerza. Na stole przedstawiona martwa natura stanowi przykład motywów jakie później będą często pojawiać się w malarstwie szkoły weneckiej. Jednym z najważniejszych elementów i nowością w ówczesnym malarstwie było swobodne wykorzystanie światła, podkreślającego zarysy przedmiotów i ich szczegóły.